# Vini kuhlii
O Lóris-de-kuhl ou Lóris-de-rimatara (Vini kuhlii) é uma espécie de ave da família Psittacidae.
Pode ser encontrada nos seguintes países: Polinésia Francesa e Kiribati.
Os seus habitats naturais são: florestas subtropicais ou tropicais húmidas de baixa altitude e plantações.